# El Camp de la Bota

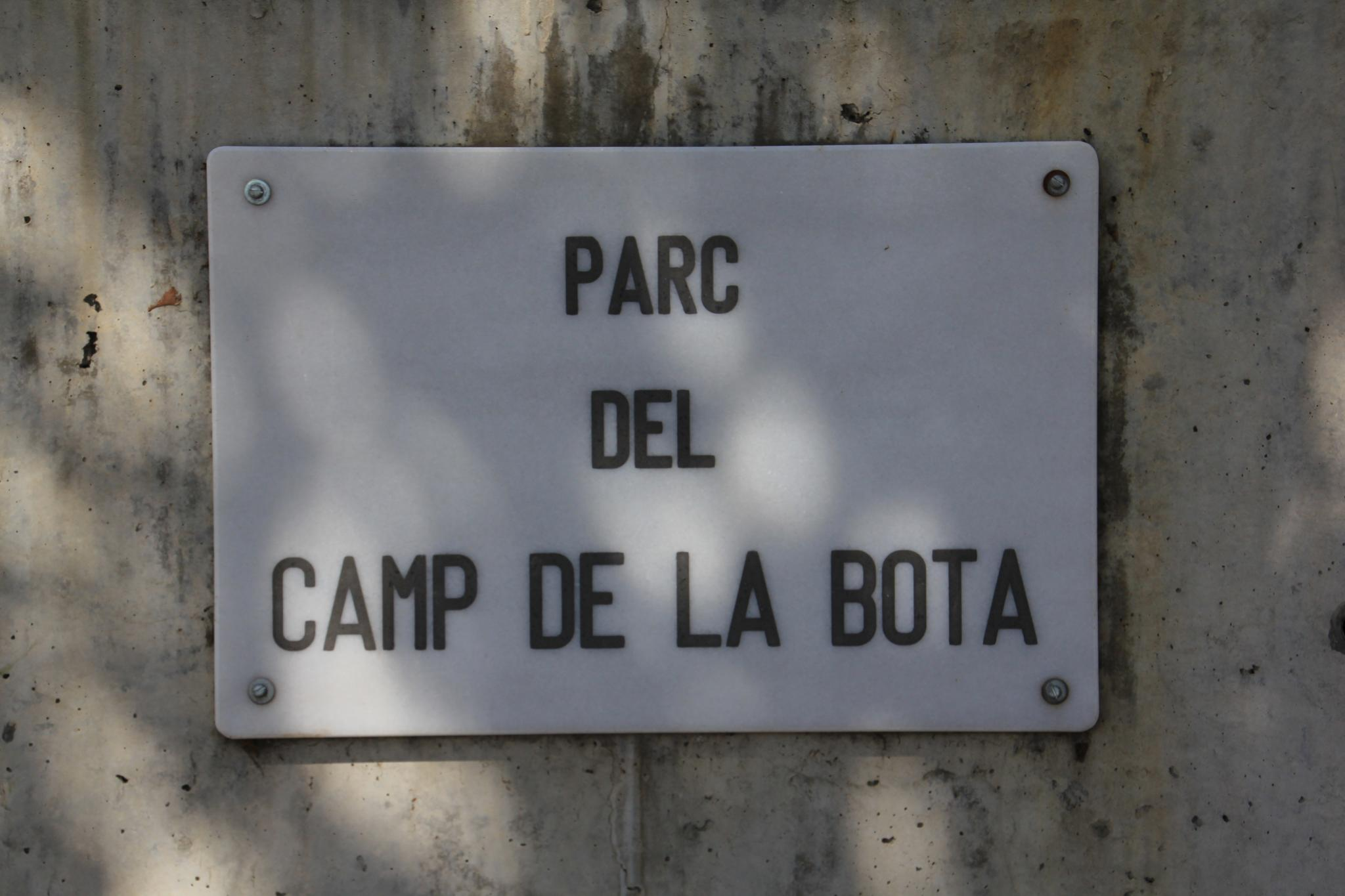
Parc del Camp de la Bota, al costat del Parc del Fòrum, a Barcelona.

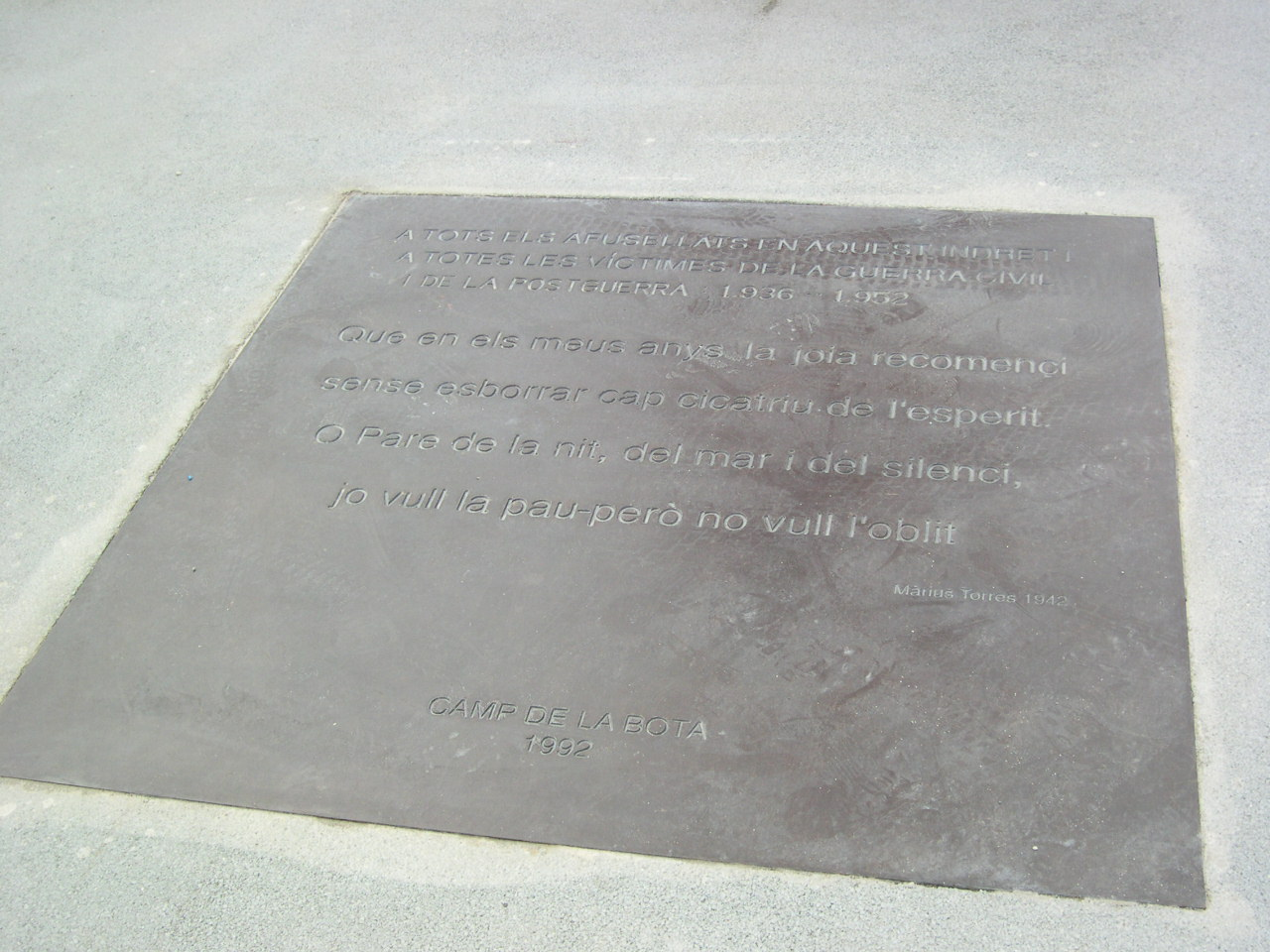
Placa amb el poema de Màrius Torres que commemora tots els afusellats

El Camp de la Bota, també anomenat Parapet o Camp de la Bóta, fou un antic barri de barraques avui desaparegut, al límit del municipi de Sant Adrià de Besòs amb el districte barceloní de Sant Martí, situat a prop de la caserna militar castell del Camp de la Bota i al costat del barri de Pequín. Actualment s'hi troba el Parc del Fòrum i llocs d'interés públic i cultural com el Museu de Ciències Naturals de Barcelona.
L'origen del nom podria trobar-se en la catalanització del mot francès «butte», amb el qual es designa la petita elevació a la qual han d'apuntar els artillers en les pràctiques de tir. També podria fer referència a una peça d'artilleria anomenada bota, similar a un morter.
Cal indicar que a la rodalia de la Fortalesa de la Ciutadella es feien pràctiques d'artilleria durant el segle xviii. A mitjan segle xix s'hi van instal·lar diverses fàbriques i habitatges, un fet que va provocar la marxa dels artillers en direcció a llevant. Aleshores, va aparèixer el Camp de la Bota com un barri de barraques que envoltava un castell que feia les funcions de polvorí.
Les barraques que van formar el barri foren aixecades per famílies vingudes a Barcelona per tal de trobar feina en l'entorn de l'Exposició Internacional de 1929.
Durant la Guerra Civil i sobretot a la postguerra, el Camp de la Bota fou el lloc on s'executaren 1.734 presoners de guerra. En memòria d'aquest fet es construí una placa i es va erigir un monument a la Fraternitat, obra del valencià Miquel Navarro, amb un poema de Màrius Torres al·lusiu a aquest dramàtic indret. Amb les obres del Fòrum de les Cultures, el monument ha quedat dins de la seva àrea.
En la dècada de 1950, quan l'exèrcit va abandonar el castell, les denominacions Pequín i Parapet van desaparèixer; d'ençà, tota la barriada només es denominà Camp de la Bota. La població del barri va anar creixent amb la immigració —sobretot als anys seixanta— fins que l'any 1970 hi havia unes 800 barraques amb un total de 5.000 habitants, sobretot d'ètnia gitana.
La nova escolarització d'infants i joves va ser tan convulsa com el mateix trasllat de famílies del Camp de la Bota al barri de la Mina. "Cal dir que el treball de transferiment massiu de nens i nenes del Camp de la Bota i d'altres espais de barraques a les escoles de la Mina no va ser gens fàcil; la massificació, la barreja de tanta gent diversa i desconeguda, d'altres estils escolars o d'infants que no havien estat escolaritzats va crear molts problemes. Que tot això no acabés en un desastre va ser gràcies als impagables esforços de la majoria de mestres i a la implicació de la inspectora Sara Blasi, que alhora també ho era del Camp de la Bota."
El 24 de febrer de 2019, s'hi va inaugurar el "Parapet de les executades i executats" un mural que recorda les persones que van ser executades durant el franquisme, els noms de les quals estan escrits en el mural. Es un projecte de l'artista Francesc Abad amb motiu del vuitantè aniversari de l'entrada de les tropes franquistes a Barcelona.

## Vegeu també

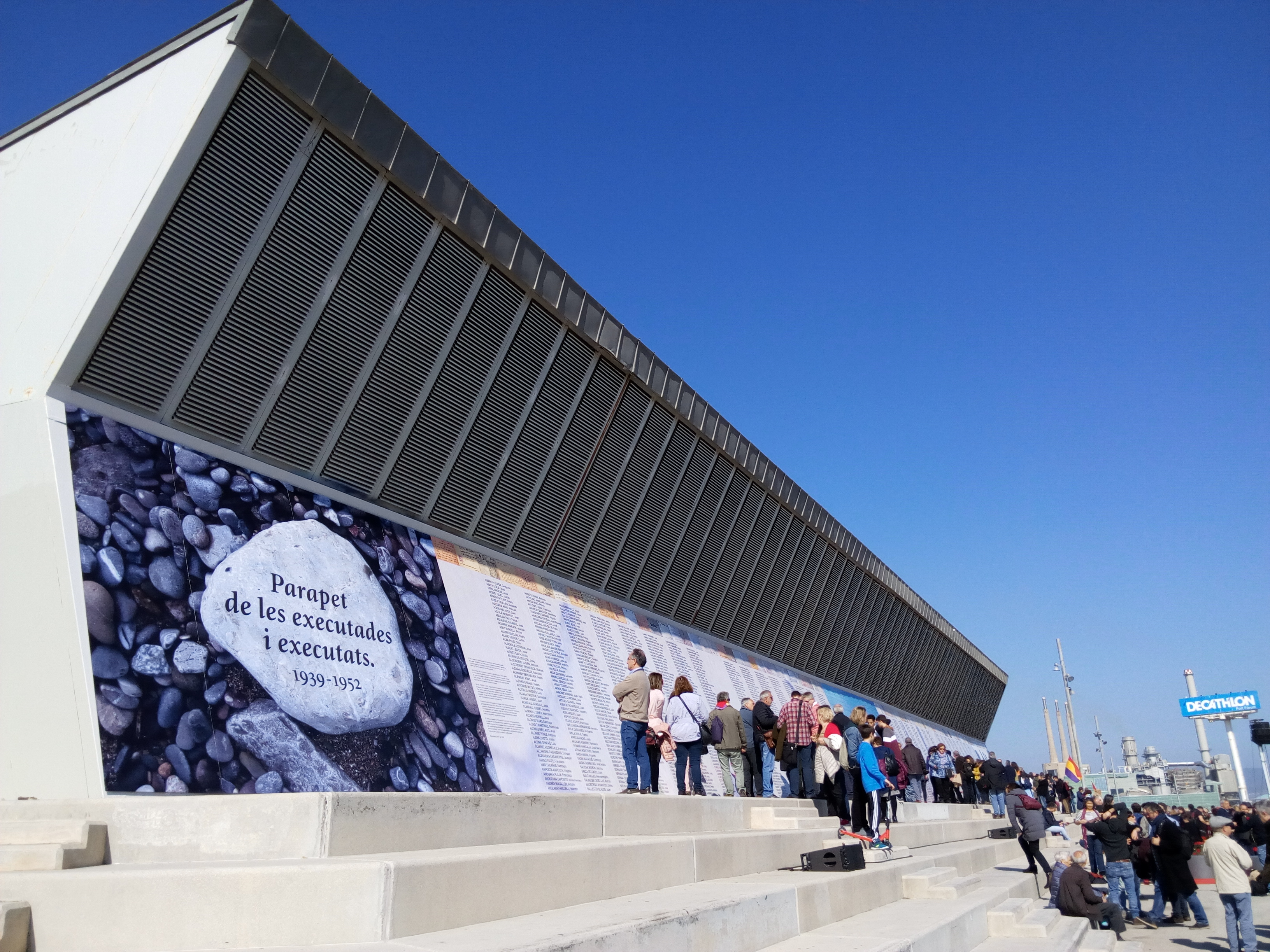
Monument a les persones executades pel franquisme a Barcelona.